# Opistorquiosi
L'opistorquiosi o malaltia pel trematode del fetge del gat, és una helmintosi provocada pels trematodes Opisthorchis viverrini o Opisthorchis felineus. La infecció crònica pot portar a un colangiocarcinoma (una neoplàsia maligna dels conductes biliars), quan coincideixen determinats factors de risc interrelacionats entre ells. Els dos paràsits provoquen importants modificacions en la composició del microbioma de l'arbre biliar.
Es calcula que uns 9 milions de persones estan infectades per O. viverrini i 1,2 milions per O. felineus. El primer d'aquests paràsits viu principalment a Laos, Cambodja, nord-est de Tailàndia, províncies del sud de Birmània i regions del Vietnam central i meridional; mentre que el segon es troba sobretot a Itàlia, Alemanya, Belarús, Federació Russa, Moldàvia, Kazakhstan i Ucraïna.
Els cucs adults colonitzen els conductes biliars, la vesícula i també el conducte pancreàtic. Els seus ous arriben a l'intestí a través de la bilis i són expulsats al medi amb la femta. En els humans, cada cuc produeix aproximadament uns 50 ous/1 gram de femta. In vitro, el 100% dels ous d'O. viverrini moren als 10 minuts d'incubació a 70-80˚C.
Una característica comuna en tots els opistòrquids és la seva gran especificitat a l'hora d'escollir el seu primer hoste intermedi, allotjant-se els ous només en unes espècies molt determinades de petis gastròpodes d'aigua dolça. Pel que fa a O. viverrini els seus primers hostes són algunes espècies del gènere Bithynia (B. goniomphalos, B. siamensis i B. funiculate). Els d'O. felineus són predominantment B. leachi, B. troscheli, B. inﬂata i B. tentaculata. A l'interior dels cargols, els ous es converteixen en larves i es reprodueixen asexualment produint nombroses cercàries, les quals -als dos mesos, aproximadament- són alliberades a l'aigua. Una vegada lliures, s'introdueixen sota les escates de diverses espècies de ciprínids (el segon hoste d'aquests trematodes), enquistant-se al teixit subcutani dels peixos en forma de metacercàries. Quan una persona o un animal carnívor es menja el peix infestat pels paràsits, les metacercàries es desenquisten, els cucs joves migren cap les vies biliars i el cicle es completa.
La majoria de les infeccions són asimptomàtiques. En casos lleus, els símptomes mes habituals són dispèpsia, abdominàlgia, diarrea i/o restrenyiment. En infeccions mès importants, la malaltia acostuma a cursar amb hepatomegàlia i signes de malnutrició. Quan la parasitosi es crònica, de vegades es poden desenvolupar colangitis, colecistitis o colangiocarcinomes. Les infeccions per O. felineus presenten ocasionalment una fase aguda molt semblant a la de l'esquistosomiasi, amb febre, edema facial, limfadenopaties, artràlgies, eritema cutani i eosinofília. Adesiara, la infecció hiperaguda pel trematode és causa de mort sobtada d'origen cardíac a conseqüència d'una miocarditis eosinofílica. La forma crònica afecta el pàncrees molt més sovint que la corresponent a O. viverrini.

L'atenció mèdica i la pèrdua de salaris provocats per Opisthorchis viverrini a Laos i Tailàndia costa uns $120 milions anuals. La infestació per Opisthorchis viverrini i altres afeccions hepàtiques d'origen zoonòtic a Àsia afecten les persones més pobres. 

Símptomes d'opistorquiosi/clonorquiosi.

En particular, aquesta parasitosi té una gran prevalença a Laos, on més de la meitat de la població està infectada per O. viverrini (un 70% en zones altament endèmiques, sobretot en la gent gran). 23 espècies de peixos són portadores del trematode a moltes àrees rurals del país (detectant-se la prèsencia de metacercàries en el ≥60% dels exemplars d'algunes d'elles), en les quals el consum de peix cru es una pràctica tradicional i bona part dels gats i gossos que cohabiten amb les persones també està infectada, fets que intensifiquen la incidència local de la malaltia.
S'ha observat una forta correlació entre els colangiocarcinomes associats a l'opistorquiosi i la infecció per Helicobacter pylori. Experiments en murins suggereixen que O. viverrini podria ser un reservori del bacteri, dins del context d'un vincle de naturalesa mutualista. La coinfecció per soques particularment virulentes d'H. pylori i altres espècies del mateix gènere pot tenir un paper determinant en la patogènia dels trastorns hepatobiliars que caracteritzen l'opistorquiosi crònica.
L'opistorquiosi es troba a la llista de malalties tropicals desateses de la World Health Organization.